# Caroline Norton

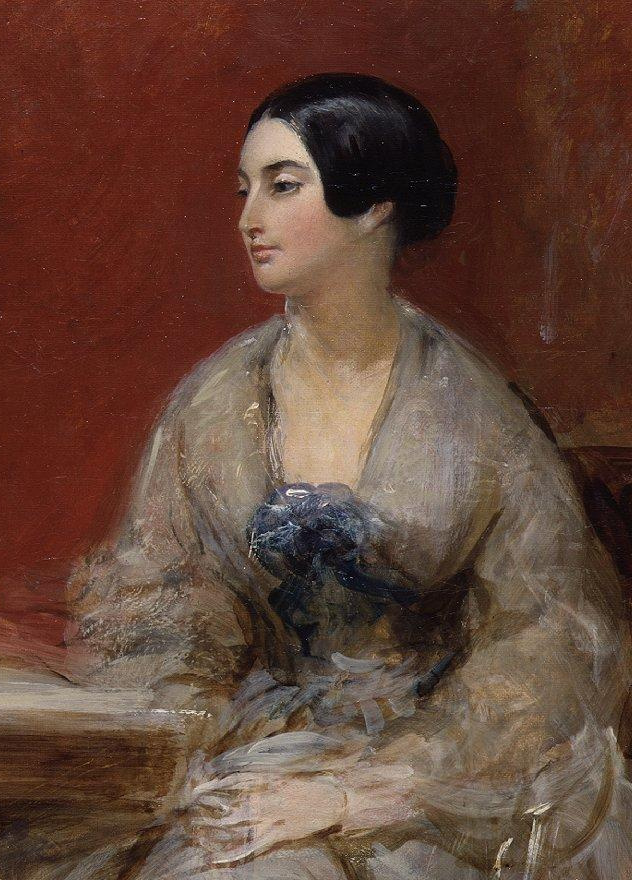
Caroline Norton, målad av Frank Stone omkring 1845.

Caroline Elizabeth Sarah Norton, född Sheridan 22 mars 1808 i London, död 15 juni 1877 i London, var en brittisk författare, sondotter till politikern och dramatikern Richard Brinsley Sheridan och farmor till John Norton, 5:e baron Grantley. 
År 1836 anklagade Caroline Nortons make, George Chapple Norton, falskt och helt utan grund, William Lamb (Lord Melbourne), för att ha förfört Norton, och försökte på så sätt få vårdnaden om deras barn samt inkassera intäkterna från hennes dikter. Den brittiska allmänheten reagerade på detta och krävde lagändringar beträffande vem som har vårdnadsrättigheten om barnen och gifta kvinnors rätt till sin egendom. 
Caroline Norton blev känd genom sina verk Undying One (1830) och Voice from the Factories (1836); i den senare kritiserade hon barnarbete. Bland hennes mest kända verk märks dikten I Do Not Love Thee, som inleds enligt nedan:
- I do not love thee! - no! I do not love thee! And yet when thou are absent and I am sad; And envy even the bright blue sky above thee, Whose quiet stars may see thee and be glad, I do not love thee! - yet, I know not why. Whate'er thou dost seems still well done to me: And often in my solitude I sigh, That those I do love are not more like Thee!